# Ерёмин, Виктор Васильевич
Виктор Васильевич Ерёмин (15 мая 1947, Москва — неизвестно) — советский хоккеист, нападающий. Мастер спорта СССР.
Воспитанник ЦСКА. В чемпионате СССР играл за ЦСКА (1962/63 — 1964/65, 1966/67 — 1967/68), «Динамо» Москва (1965/66, 1969/70), «Динамо» Киев (1968/69), «Крылья Советов» (1971/72). Выступал во второй лиге за «Станкостроитель» Рязань.
Чемпион хоккейного турнира зимней Спартакиады народов СССР 1966 года в составе сборной Москвы.
Второй призёр чемпионата СССР 1967. Третий призёр чемпионата СССР 1966. Финалист Кубка СССР 1966, 1970.